# 克里穆爾達市鎮
克里穆爾達市鎮，曾是拉脫維亞的一個市鎮，設立於2009年，位於該國中北部。人口5803人，面積339.1平方公里，人口密度約17人/km2。
2021年7月1日，克里穆爾達市鎮与其它市镇一起并入錫古爾達市鎮。

## 外部連結
- 錫古爾達市鎮官方網站 （页面存档备份，存于） （拉脱维亚文） （英文） （德文）